# Сатимшеген
Сатимшеген́ (каз. Сатымшеген) — село у складі Теректинського району Західноказахстанської області Казахстану. Входить до складу Анкатинського сільського округу.
У радянські часи село називалось Сатим-Шеген.
Населення — 62 особи (2021; 158 у 2009, 242 у 1999, 216 у 1989).